# Valdreu
Valdreu is een plaats (freguesia) in de Portugese gemeente Vila Verde en telt 648 inwoners (2001).